# ポルトガル料理
ポルトガル料理（ポルトガルりょうり）は、主にポルトガルで食べられている料理である。パプリカやピリピリ（小さく辛みの強いトウガラシ）、バニラといった、ポルトガルのかつての植民地原産の多種多様な食材を取り入れており、またポルトガルを数百年にまたがって支配したアラブ人およびムーア人の食文化の影響はシナモンやサフランの使用にみられ、南部において特に顕著である。オリーブ油は調理と味付けの両面においてポルトガルの料理の基本の1つであり、タマネギ、ニンニク、ジャガイモ、トマトが、イタリアンパセリやコリアンダーのようなハーブとともに広く使われている。コリアンダーの葉が料理に多用される点は西ヨーロッパにおいては非常に珍しい。ポルトガル料理の影響は、かつての植民地のみならずポルトガル人が接触を持った国々にも広く残されている。

## 朝食

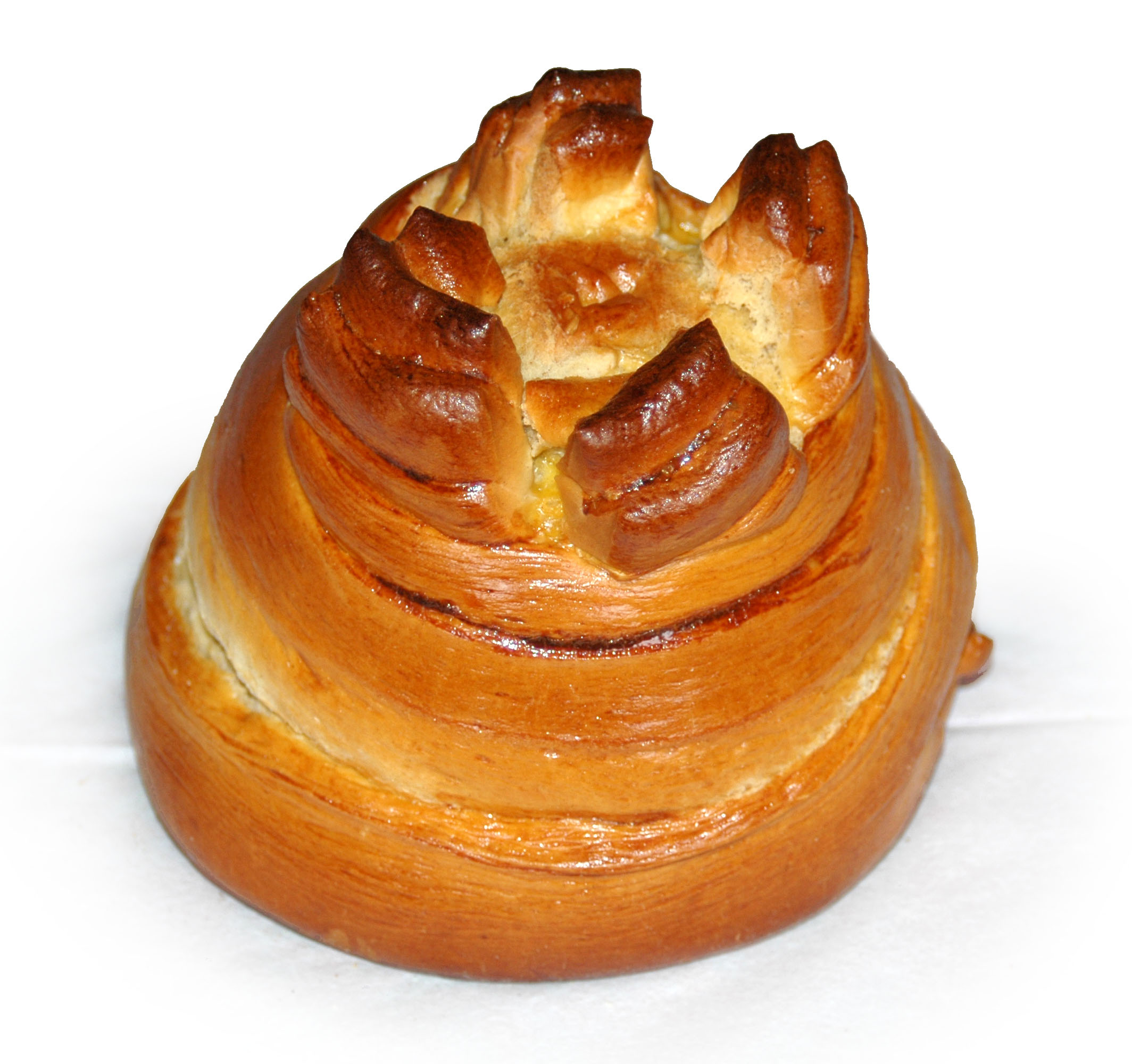
サンタ・マリア・ダ・フェイラの菓子パン、フォガッサ・ダ・フェイラ。

ポルトガルの朝食は軽めで、通常は焼きたてのパンと共にバターとチーズまたはジャムが供される。飲み物は濃い目のコーヒーや牛乳である。また甘い菓子パンも、シリアル食品に牛乳やヨーグルト、果物を混ぜて食する食習慣と同様に広く普及している。

## 魚介類

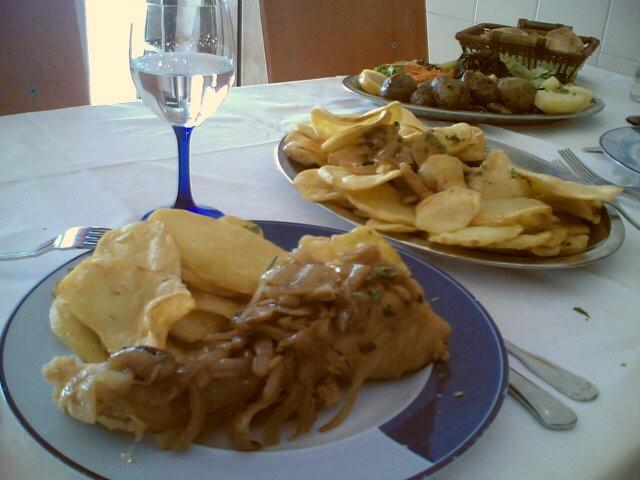
バカリャウ料理の一つ、バカリャウ・ア・ミニョータ。

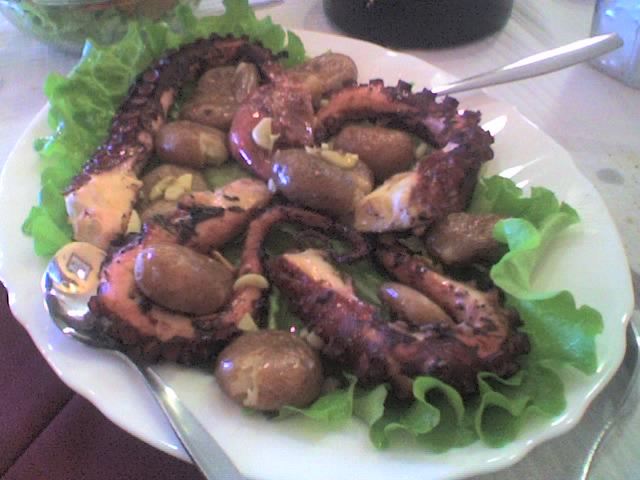
タコの料理。

ポルトガルが海洋国家であることは多様な魚介類の消費量に反映されている。魚はグリルで焼いたり、煮たり揚げたり、焙ったりして供される。焼き魚や煮魚は常にオリーブ油で味つけされる。ポルトガルの魚料理の筆頭は、魚の中で最も消費量の多いタラの身を塩漬けして乾燥したバカリャウである。バカリャウの調理法は１年の365日分あると言われている。ポルトガルの北大西洋での伝統漁業は冷凍技術の発明以前に発達したため、タラは今でもたいてい塩漬けにして乾燥させてから使われる。ポルトガルは15世紀から世界の海をまたにかけてタラを漁獲し取引する、ほとんど叙事詩的な漁業活動を行ってきた。また、イワシ、タコ、イカ、カニ、エビ、ロブスター、イセエビ類、メルルーサ、アジ、ヤツメウナギ、ハタ、タチウオ類、フジツボ、カメノテ類、さまざまな貝類（二枚貝、ムール貝、カキ、タマキビガイ、ホタテガイなど）も人気がある。カルデイラーダは、さまざまな魚と貝類、ジャガイモ、トマトとタマネギからなる煮込み料理である。
イワシは、かつて内陸部の田舎で売るために保存がきくように塩水に漬けて売られていた。後に、イワシの缶詰工場がポルトガルの海岸線に沿って設立された。生のイワシはグリルで焼いてサルディーニャス・アサーダス（sardinhas assadas）として供することが多い。エイは、北部ポルトガルで日干しにされる。マグロは、かつてアルガルヴェ地方沿岸で、地中海での産卵のためにポルトガルの南岸を通過したとき、それから再び大西洋に戻ったときに固定網にかけられ豊富に漁獲された。ポルトガルの作家ラウル・ブランダォンは著書『Os Pescadores』（『漁師たち』）において、海から引き揚げた網からマグロを大きな鉤でボートに移す様子、網にかかった大きなマグロに漁師たちが乗って楽しんだ様子など、マグロ漁についてまさに壮大な描写をしている。ポルトガルでは生のマグロよりもむしろツナ缶が広く利用されているが、マデイラ諸島では新鮮なマグロを食べる習慣があり、マグロステーキはマデイラの重要な郷土料理となっている。缶詰のイワシやマグロは、手の込んだ料理をする時間がないときの手軽なおかずとして、ゆでたジャガイモや卵と一緒に供される。

## 肉類

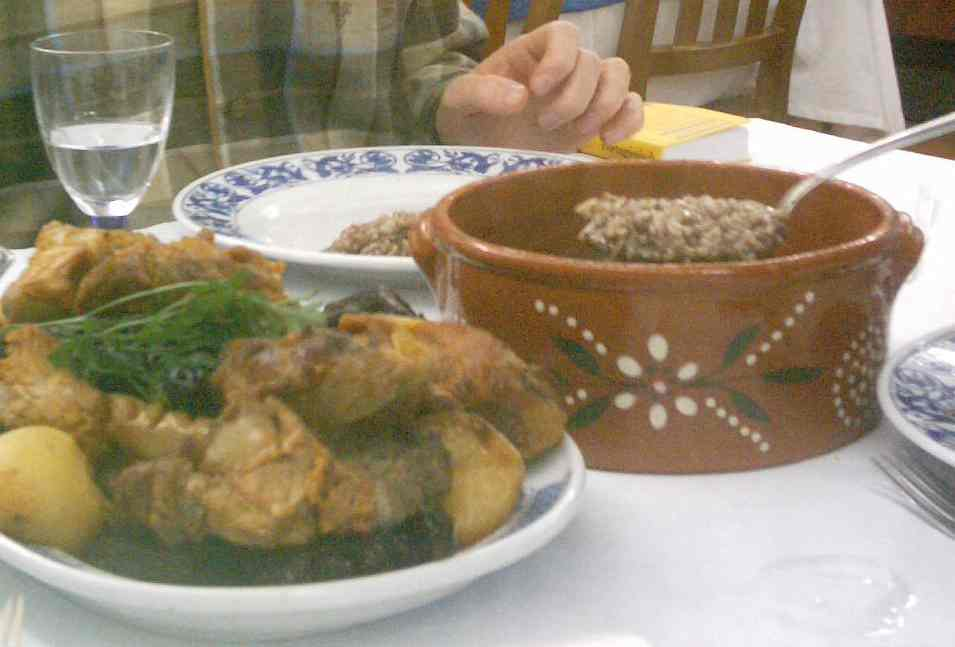
ミーニョ県の豚肉炒め、血飯添え（Rojões à moda do Minho com arroz de sarrabulho）。

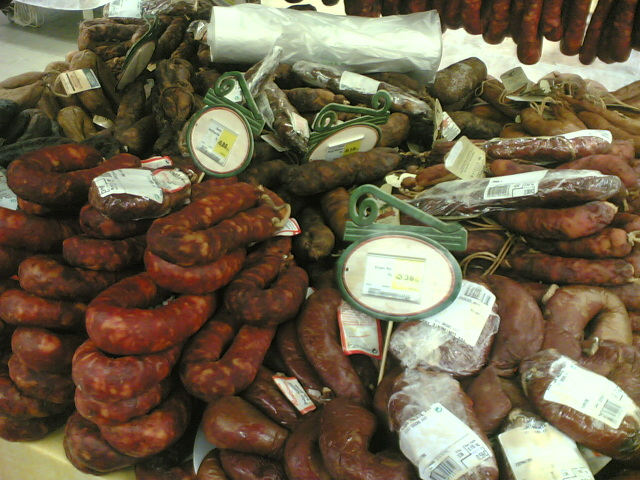
ポルトガルの腸詰め。

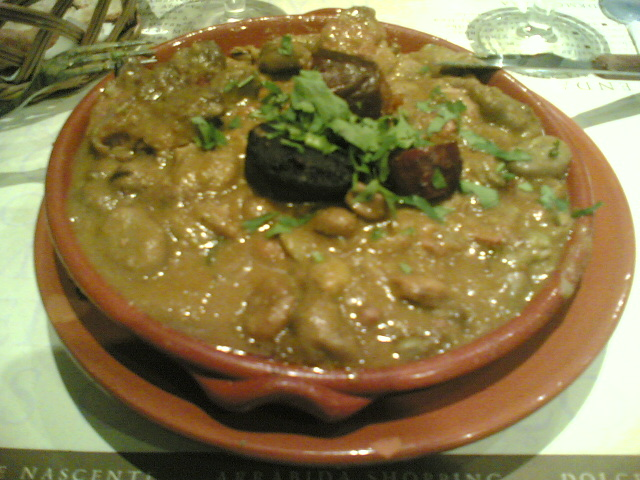
ソラマメのショリーソ添え（Favas com chouriço）。

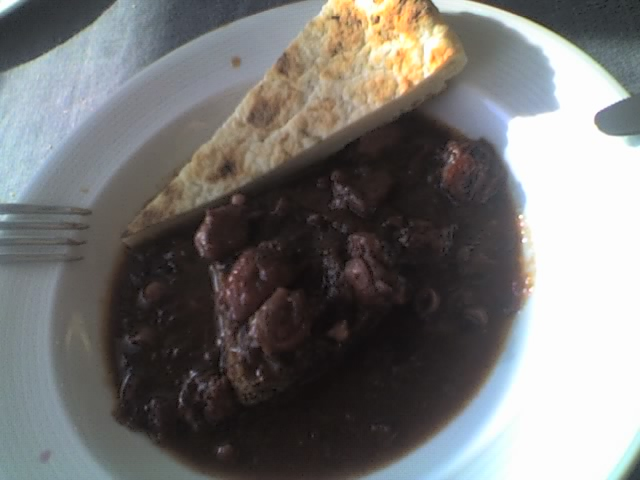
アゾレス諸島のアウカトラと甘いパン（マーサ・ソヴァーダ）。

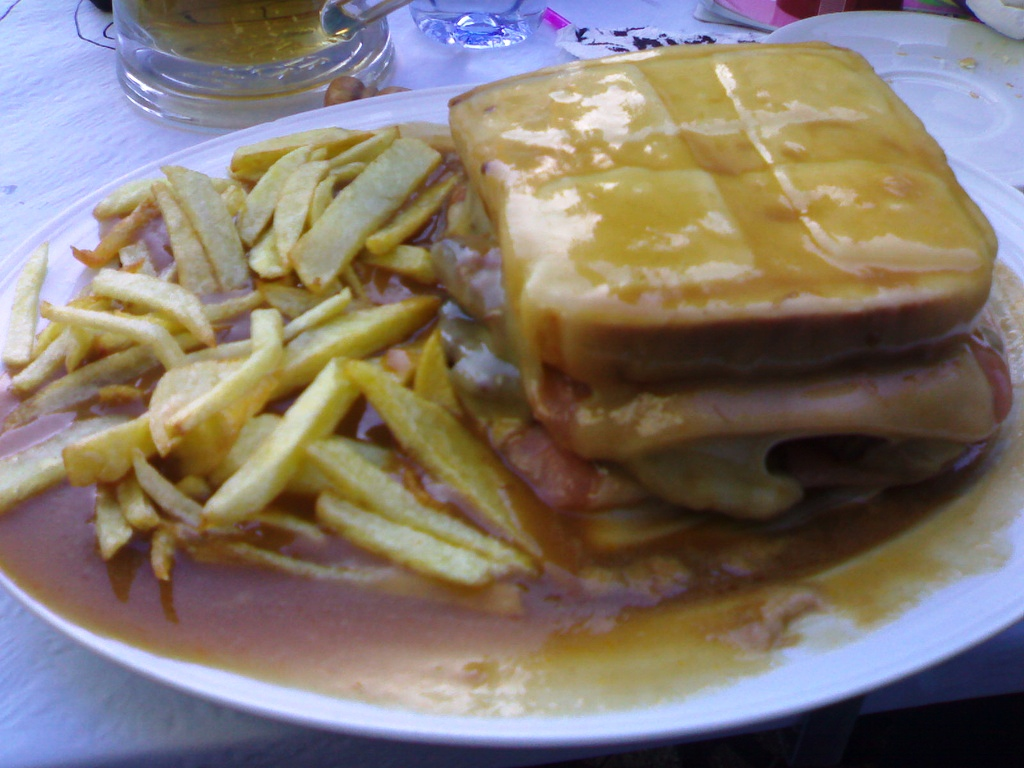
ポルトのフランセジーニャ（肉のサンドイッチにとろけるチーズとトマトとビールのソースをかけたもの）。

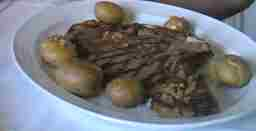
グリルしたステーキ（ビーフェ）。

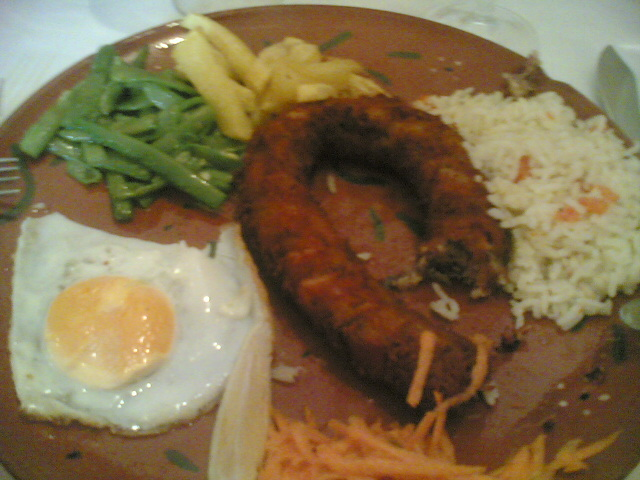
揚げたアリェイラ。

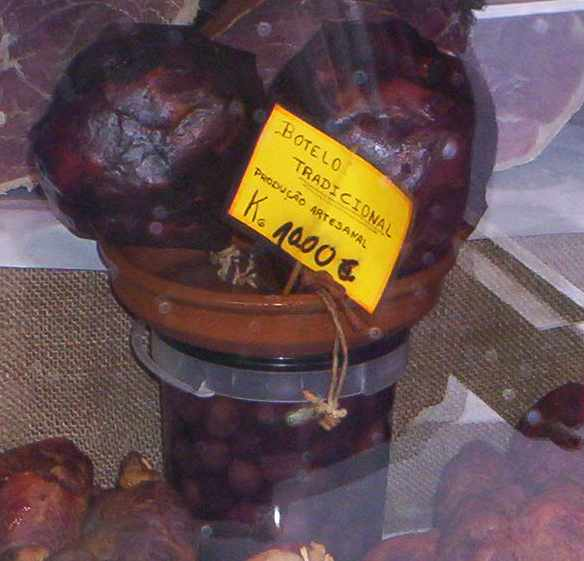
ボテロ（Botelo、ミランデラ産の骨ソーセージ）。

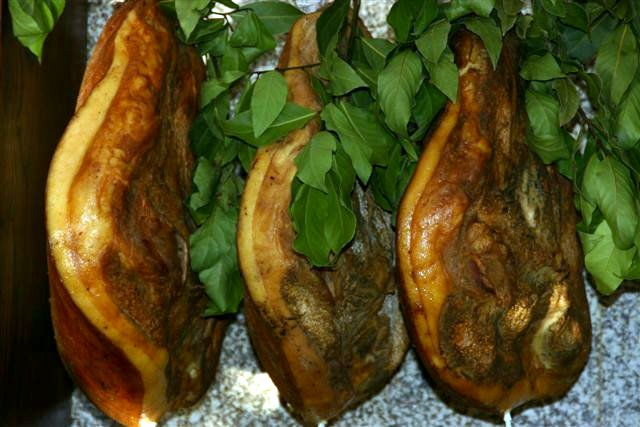
シャヴェスのプレズント。

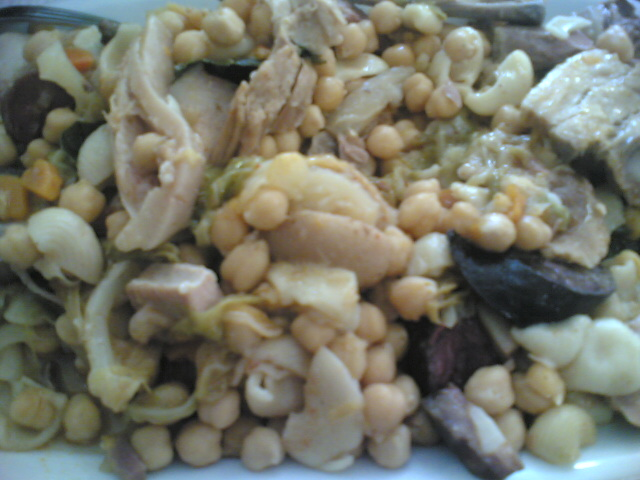
ヴィゼウのランチョ（Rancho à moda de Viseu）。

歴史的に、肉を毎日食べることは上流階級の特権であり、肉は中世の貴族の食卓の中心的存在であった。ポルトガルのルネサンス年代史家、ガルシア・デ・レセンデは、王宮の晩餐会で鶏の丸焼きに囲まれた雄牛の丸焼きが、いかにして前菜に供されたかを著述している。主に冬に食べられるポルトガルの一般的な料理にコジード・ア・ポルトゲーサという煮込み料理がある。これはフランスのポトフ、スペインのコシド、アメリカ合衆国のニューイングランド風ボイルド・ディナーにいくぶん類似している。コジードの具は、食材の購入にかけられる予算と料理人の想像力によって決まり、特に贅沢なものには牛肉、豚肉、ショリーソ、リングィーサ、ファリニェイラ（小麦粉と豚の脂のソーセージ）、モルセーラやショリーソ・ジ・サンゲ（血のソーセージ）、塩漬けにした豚の三枚肉、豚足、プレズント（塩漬けハム）、ジャガイモ、ニンジン、カブ、ヒヨコマメ、キャベツと米が入っていることが多い。これは当初、裕福な農民の大好物であったが、後に都会に住むブルジョワジーや典型的なレストランの食卓に上ることとなった。
牛の胃（ハチノスなど）やソーセージ、白インゲン豆などを用いたポルトの名物料理「ポルト風もつ煮」（Tripas à moda do Porto）の起源には諸説ある。その１つが14世紀にカスティーリャ王国の軍がリスボンを包囲し、テージョ川河口を封鎖したときに誕生したとする説である。ポルトガルの年代史家フェルナン・ロペスは、いかに飢餓が都市全体に広まったかを克明に記録している。食品の価格は天文学的な値に高騰し、幼い少年たちはかつて小麦市場だった場所に行き、地べたに落ちた2、3粒の穀物を見つけるや否や夢中で口にしたという。老人や病人は売春婦と同様に都市の防衛に寄与できない者としてカスティーリャ陣営に送られたが、リスボンに送り返されるだけだった。この時点でポルト市民がどうにか川の封鎖を通り抜けることができる供給船団を組織することを決めたが、肉の可食部位は首都リスボンに送られていたため、しばらくポルトの住民が食べられるものは臓物に限られたという。他説には1415年にエンリケ航海王子が行なったモロッコのセウタ遠征に際しポルトが進んで軍に肉を供給した結果、臓物しか残らなかったというものがある。いずれ少なくとも17世紀から現代に至るまで、ポルトの住人たちは胃を食べる人々（トリペイロ）として知られている。
ポルトガル料理には他にも多くの肉料理が存在する。アラビア語で「一片」または「こまぎれ」を意味するアルカートラは、アゾレス諸島のテルセイラ島では牛肉を赤ワインとニンニクでマリネしてから焼いた料理を指すが、ポルトガル本土では、高価な肉の部位だけを指す。「アレンテージョ風の豚肉」という名称のアサリと豚肉の炒め物、カルネ・ジ・ポルコ・ア・アレンテジャーナ（Carne de porco à alentejana）は一般的な料理だが、アレンテージョではなくアルガルヴェが起源であるため紛らわしい。アレンテージョ地方は広大な農業地域であり、シネスのような大きさの漁港しかなく、貝類はかつては内陸の地域に供給されたことがなかった。一方で、アルガルヴェはすべての点で海岸に比較的近く、アルガルヴェ地方のブタは餌として魚をよく与えられていた。それで、肉の魚臭い味をごまかすために炒めた豚肉にアサリが加えられたという。しかしながら今日でも、あえて誰もそれをアルガルヴェ風豚肉料理（Carne de porco à algarvia）とは呼ばない。
ポルトガルのステーキ、ビーフェ（bife）は油で焼いた牛肉または豚肉の薄いスライスに、フライドポテト、炒め飯またはサラダを添えたものである。栄養価を高めるために目玉焼きを肉の上に載せて供する場合には、「(卵が)馬乗りになったビーフェ」（bife (com um ovo) a cavalo）という名称で呼ばれる。イスカス（Iscas、レバー炒め）は、リスボンの古い居酒屋でよく注文されるが、ジャガイモのソテーがつくとイスカス・コン・エラス（Iscas com elas、「あれら」添えイスカス）と呼ばれる（「あれら」（elas）とはジャガイモのソテーを指している）。小さな牛肉または豚肉のステーキを巻いたものは牛肉ならプレーゴス（pregos）、豚肉ならビファーナス（bifanas）と呼ばれる一般的な軽食であり、しばしばビヤホールでは大ジョッキのビールとともに供されるが、しかしながら時間と経済に制約のある現代では、ホワイトカラーの労働者たちがプレーゴまたはビファーナ一つだけを昼食として軽食堂のカウンターで食べることもある。マデイラ諸島では、エスペターダというケバブ風の肉の串焼きが非常に一般的である。
フライドポテトと目玉焼きと共に供されるトラス＝オス＝モンテス産の黄色がかったソーセージ、アリェイラには面白い逸話がある。15世紀後期に、ポルトガルのマヌエル1世は、国内に住むユダヤ人すべてにキリスト教に改宗するか、さもなくば出国するよう命令した。彼らはポルトガル王国の経済と専門技術職のエリート層を構成していたため、国王は本当はユダヤ人を追い出したくなかったが、外圧によってそうすることを余儀なくされた。最終期限がきたとき、国王は改宗を拒否した大多数のユダヤを国外に移送する船がないため、集団で洗礼を受けさせるために強制的に教会に連行すると発表した。大部分のユダヤ人はひそかに彼らの宗教を維持したが、良きキリスト教徒としての外面を保とうとした。豚肉を避けると宗教裁判所にユダヤ教徒であるということが露見してしまうので、改宗者は豚肉で作られたようにみえる、香辛料をきかせた獣肉と鶏肉を含むソーセージを考案した。これがアリェイラの起源とされる。しかし最近ではこの伝統は破られ、アリェイラに豚肉が加えられるようになった。
ポルトガル各地の食品調製と食習慣に関する慣習には、ユダヤ人の食習慣が影響を及ぼしている可能性がある。半島部とアゾレス諸島では、ユダヤ教徒が過ぎ越し祭の期間中に食べる無醗酵のパン、マッツァーを連想させる数種類の無発酵のパンとアルファダス・ジ・コインブラ（arrufadas de Coimbra）のようなケーキが作られる。島嶼部では、血の痕跡を完全に取り除くために、食肉をしばしば水の中で繰り返しすすぐ。旧約聖書のレビ記にある通り、地上にこぼれた血を土でおおうことも時々ある。ウツボなど鱗のない一部の魚介類を避ける地域もある。非常に鋭いナイフで動物を屠殺することも、ラビの律法によって強制されている習慣の一つである。鶏を屠ったあとに逆さまに吊るして血を抜く習慣もあるが、この時に流れ出た血を後でカビデラの材料として使うことがある点は、血を不浄とするユダヤ教徒の習慣とは相容れない。
農家のまわりで容易に育てられる家禽の肉は昔は贅沢な食物と考えられ、貧しい人々が鶏を口にできるのは病気にかかったときだけに限られていた。七面鳥は、クリスマスや結婚披露宴や晩餐会のような特別な機会にだけ食べられた。1930年代までは、クリスマスが近くなるとリスボン郊外から農夫が街の通りに七面鳥を何羽も連れて売りに来ていた。屠殺する前にブランデーを鳥に飲ませる習慣は、肉をやわらかくおいしくする効果があり、また屠殺される家禽の恐怖を和らげる効果も期待されていた。今日では、養鶏場での大量生産により家禽の肉はすべての階層の国民の手にとどくようになり、ビーフェス・デ・ペルー（bifes de Peru、七面鳥ステーキ）が、最近のポルトガルの食卓に加わることになった。

## チーズ

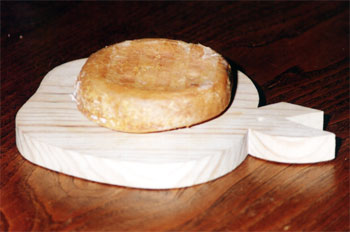
ケイジョ・カブレイロ（山羊のチーズ）。

ポルトガルには多種多様なチーズがあり、特筆すべきはヤギの乳、羊の乳またはその両方から作られたチーズである。ふつう、ポルトガルのチーズは非常に強い風味と芳しい香りを持つ。アゾレス諸島には、牛乳から作られるスパイシーなチーズ、ケイジョ・デ・サン・ジョルジュがある。伝統的なポルトガルの料理はチーズを用いないため、チーズは主菜の前か後に単独で食べられる。他の有名なチーズ、ケイジョ・デ・アゼイタォン、ケイジョ・デ・カステロ・ブランコ、そして風味の非常に強いケイジョ・セーラ・ダ・エストレーラ (D.O.P.) は、柔らかいうち、またはより熟成が進んだ段階で食べられる。セラ・ダ・エストレーラは新鮮な羊の乳とチョウセンアザミ属の植物から得たレンネットで作る手づくりのチーズである。

## 野菜

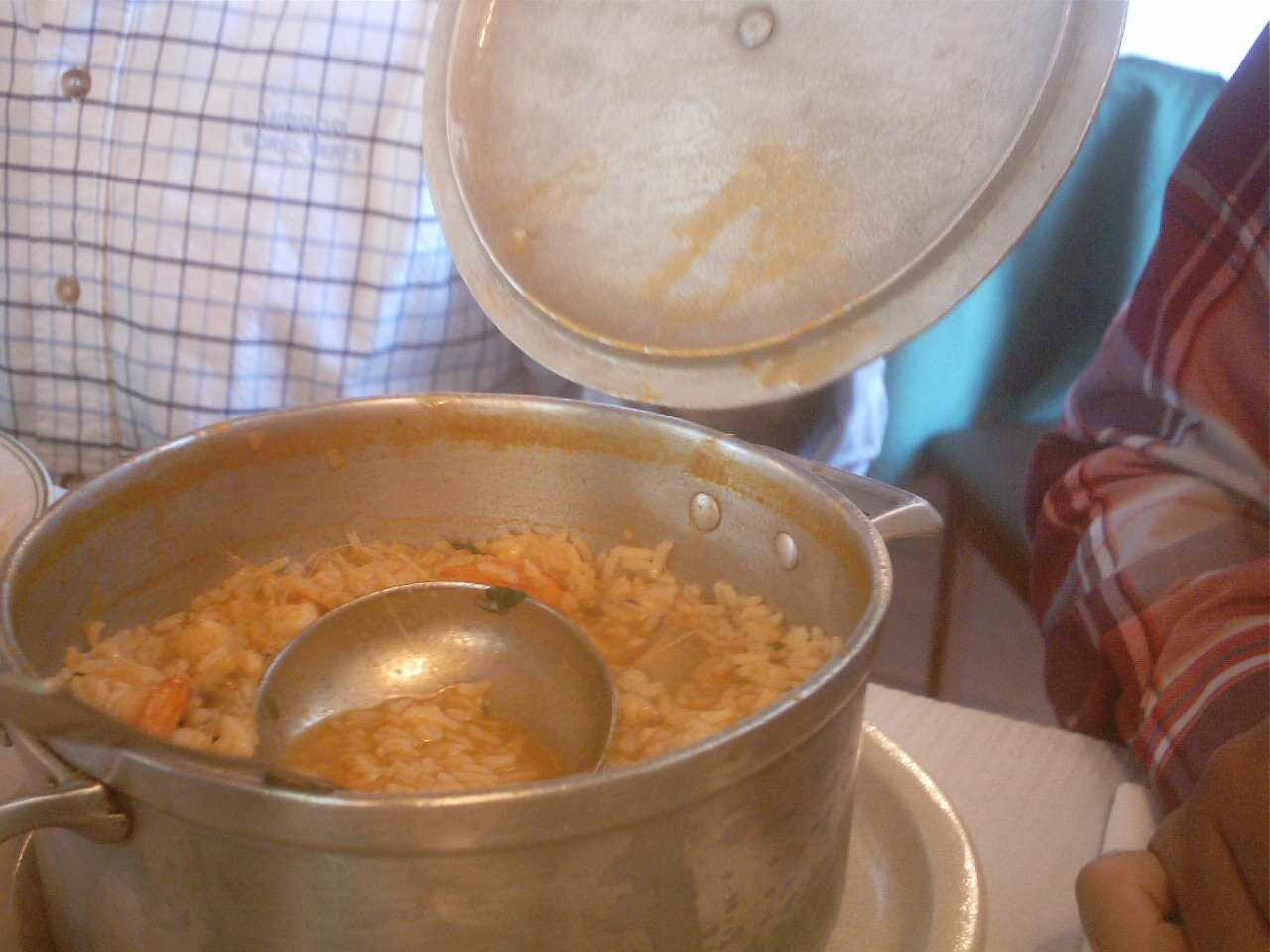
アロース・デ・マリスコ（海鮮リゾット）。

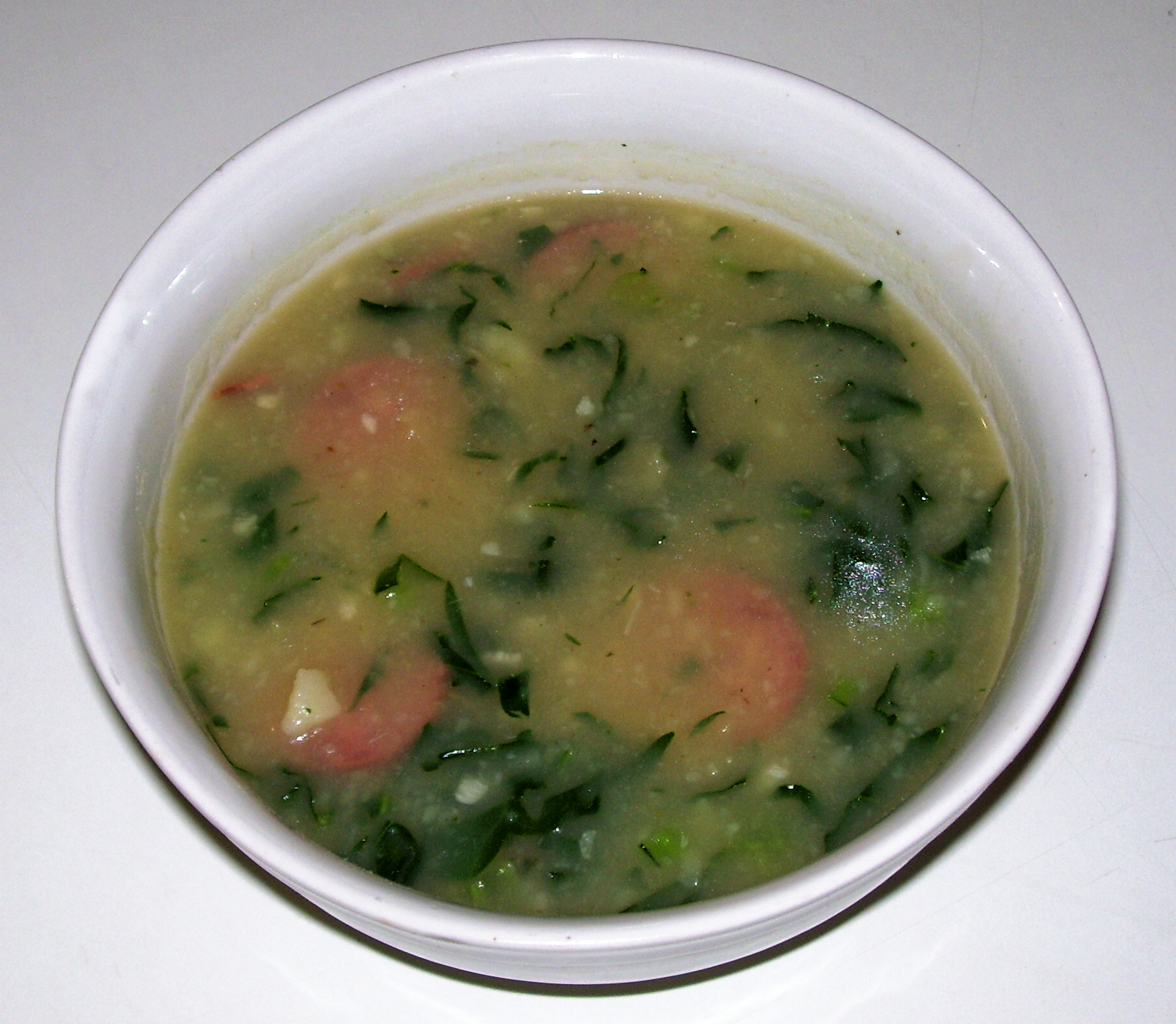
カルド・ヴェルデ。

ポルトガル料理にとって一般的な野菜は、タマネギ、ニンニク、ジャガイモ、トマト、キャベツ、ケール、ニンジン、インゲン豆、エンドウなどである。豆を野菜とリングィーサや豚足などと煮込んだフェジョアーダ、パンをベースにニンニクとコリアンダーと魚介類などで味付けし、熱湯や出汁を注いだアソルダやミーガスの他、米やジャガイモを加えた料理など、澱粉質に富む料理が豊富である。多くの料理には、通常オリーブ油と酢のドレッシングで和えたトマト、レタスとタマネギのサラダがつけあわせられる。いろいろな野菜で作られるスープもよく供され、最も人気のあるものの1つがジャガイモ、タマネギ、ニンニク、せん切りのケールとショリーソのスライスから作られるカルド・ヴェルデである。また、ガスパチョや同名の民話にちなんだ石のスープもある。

## アルコール飲料

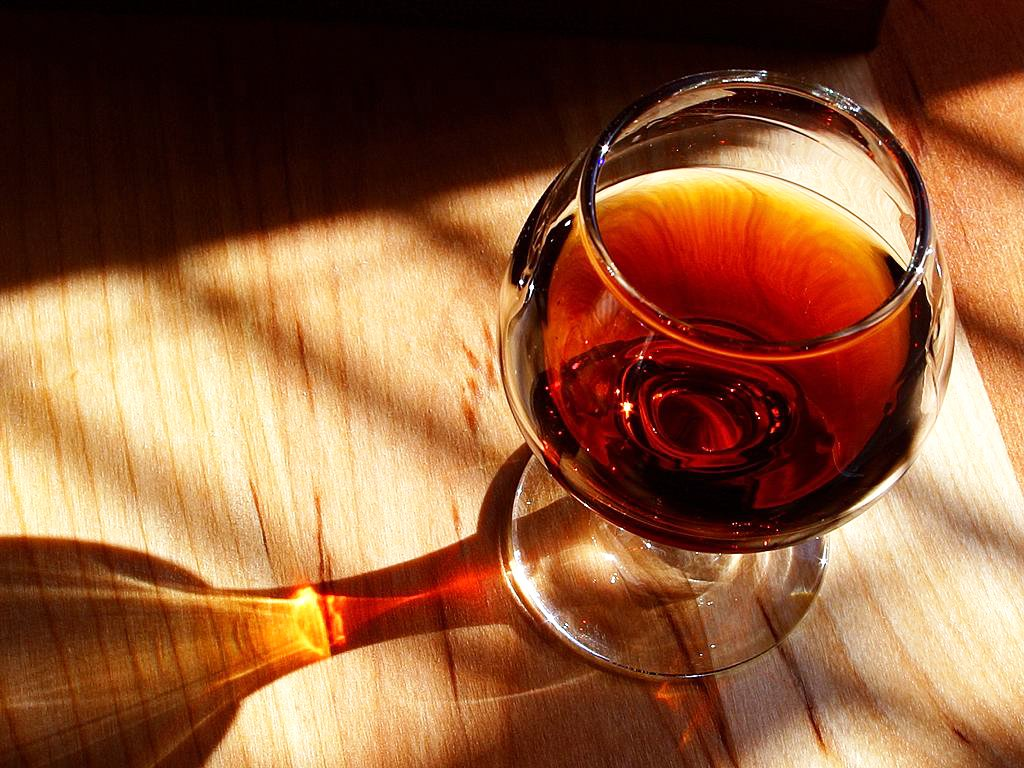
グラスに注がれたトーニー・ポルト。

レストランなどで、ちゃんとした食事の際にはビールよりもワインのほうが好まれているが、カフェやバーなどで軽いランチを採る際にはビールもよく飲まれている
2012年のデータでは、ポルトガル国民1人あたりの年間ワイン消費量は42.4リットルであり、1人あたりの年間ビール消費量は49リットルである。日本と比較した場合、ワイン消費量は10倍多く、ビール消費量は同等かポルトガルのほうがやや多い。
ワイン（赤、白、緑）はポルトガルの伝統的な飲物である。ポルトガルワインは高品質であり、近年専門家によって世界でも最高と評価されている。ロゼは外国人の間で最も人気のあるもののうちの1つだが、ポルトガル人にはあまり人気がない。ヴィーニョ・ヴェルデまたは緑ワインは、北西地方（ミーニョ県）だけで生産される「若い」ワインで、僅かに発泡しており、色は赤、白またはロゼのどれでもありえる。マドゥーロ・ワインがふつう熟成してから飲むワインであるのに対し、緑ワインは熟成の進まない新しいうちに飲むものである。ドウロ川流域で生産されるポート・ワインは独特の風味を持つ酒精強化ワインで、ふつうデザートワインとして飲まれる。マデイラ・ワインは、マデイラで生産されるワインでシェリーに似ている。ワインの生産から出るブドウの廃棄物の蒸留から、アグアルデンテ（文字通り「火の水」）と呼ばれる非常に強い風味の様々なブランデーが生産される。リコール・ベィラオンや、ジンジャ（スミミザクラ）が原料となるジンジーニャのようなリキュールも、ポルトガルで非常に人気がある。

## デザート

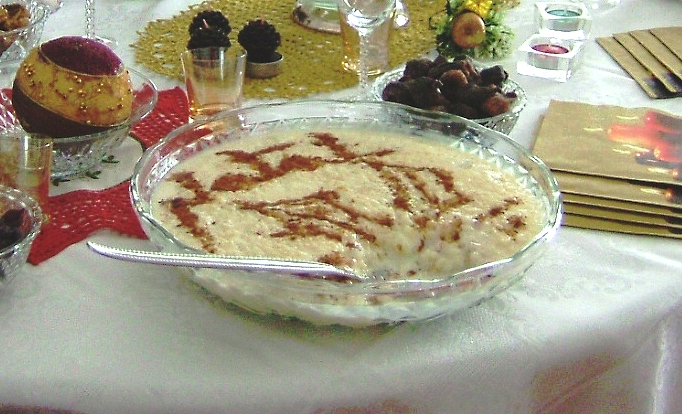
典型的なクリスマスの食事としてのライス・プティング（アロース・ドーセ）。

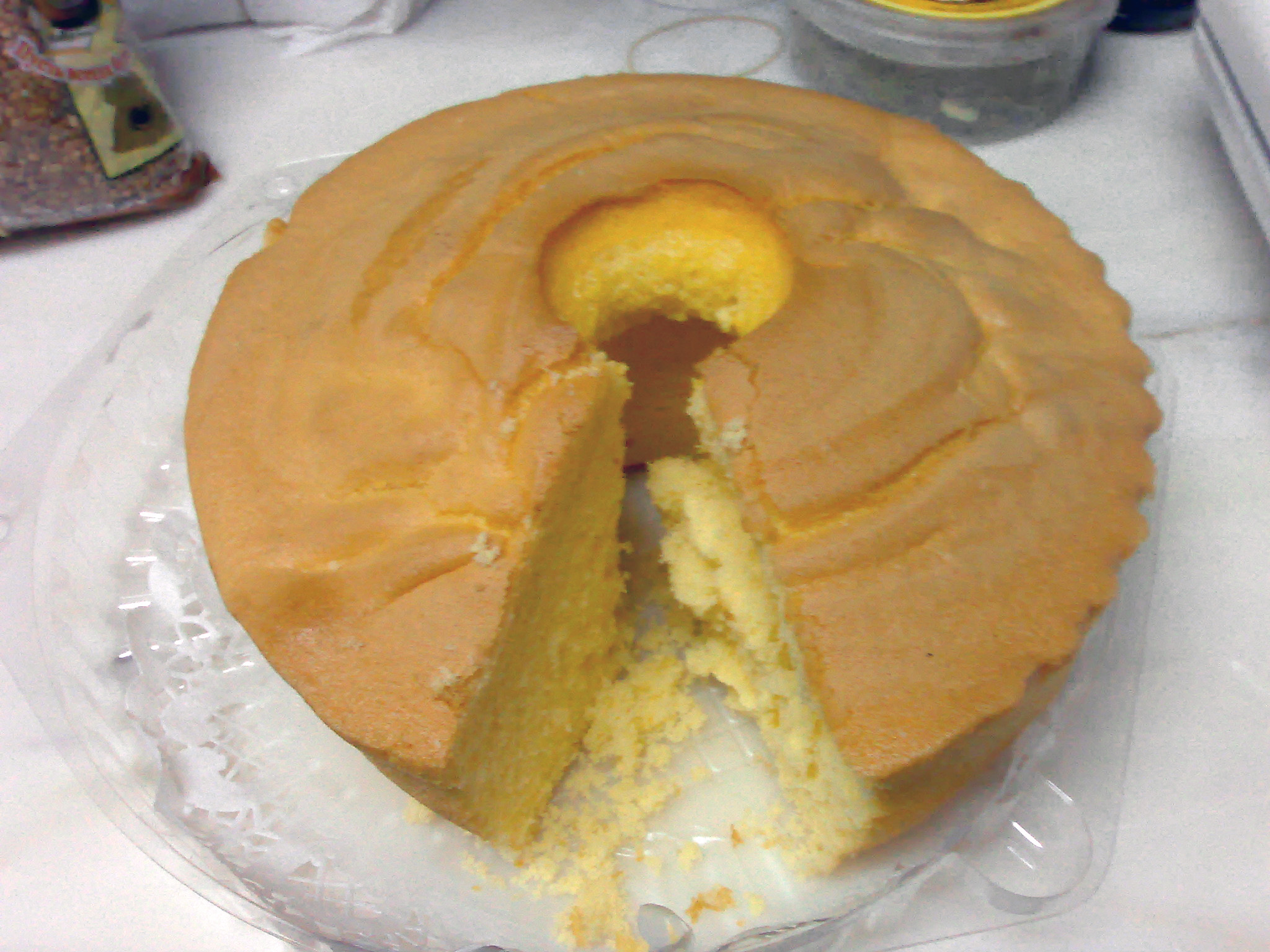
カステラの原型とされるパン・デ・ロー。

ポルトガルには、卵黄をベースにしたデザートが数多くある。デザートにはシナモンやバニラで風味をつけることが多い。ポルトガルで最も人気があるデザートは、カスタードプディングの一種レイテ・クレーメである。他のカスタードプディングに、プディン・フランがある。
ケーキと菓子パンもまた、非常に一般的である。ポルトガルのほとんどの町には、卵やクリームを用いた独自の菓子がある。パステル・デ・ナタはとても贅沢な風味の小型のカスタード・タルトである。リスボンが起源だが、ポルトガル全国および海外のポルトガル人の共同体の間でも有名なものである。
ドーナツに似た揚げ菓子には、ベイリョス、フィリョスやアゾレス諸島のマラサダがある。
南部のとくにアルガルヴェ地方ではアーモンドとマジパンを含む菓子が多く、ムーア人の影響を示している。他のムーア人に起源を持つ菓子には、飴細工の一種アルフェニンがあり、日本の有平糖の原型となった。
クリスマスのパーティにはアロース・ドセというライスプディングが欠かせない。ムーア人に由来する、米の代わりにヴェルミチェッリという極細のパスタの一種を使って作られるプディング、アレトリアも一般的である。アロース・ドセとアレトリアの表面には、しばしばシナモン粉末とステンシルを使ってで精巧な模様を描くことがある。

## 世界の料理への影響

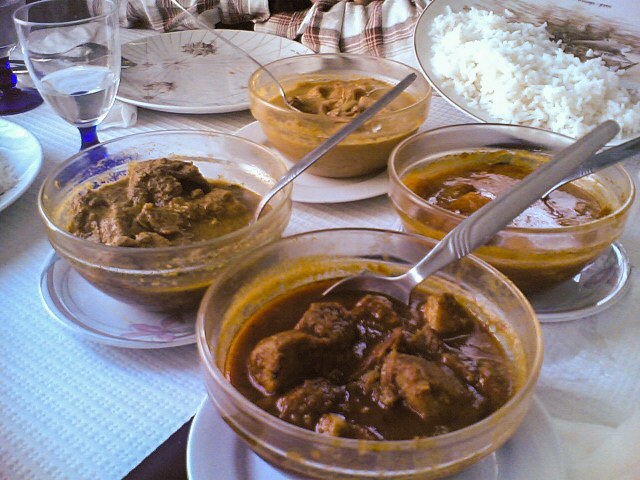
豚肉のヴィンダルー。

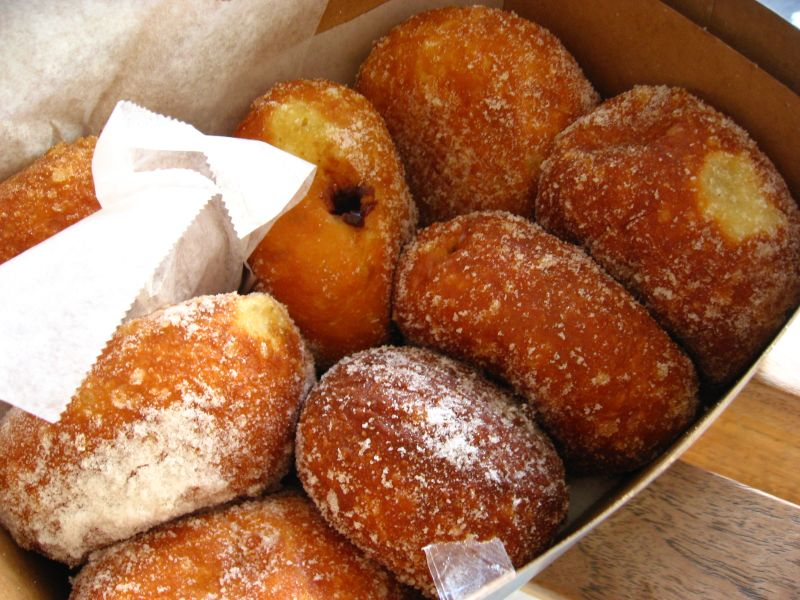
ハワイのマラサダ。

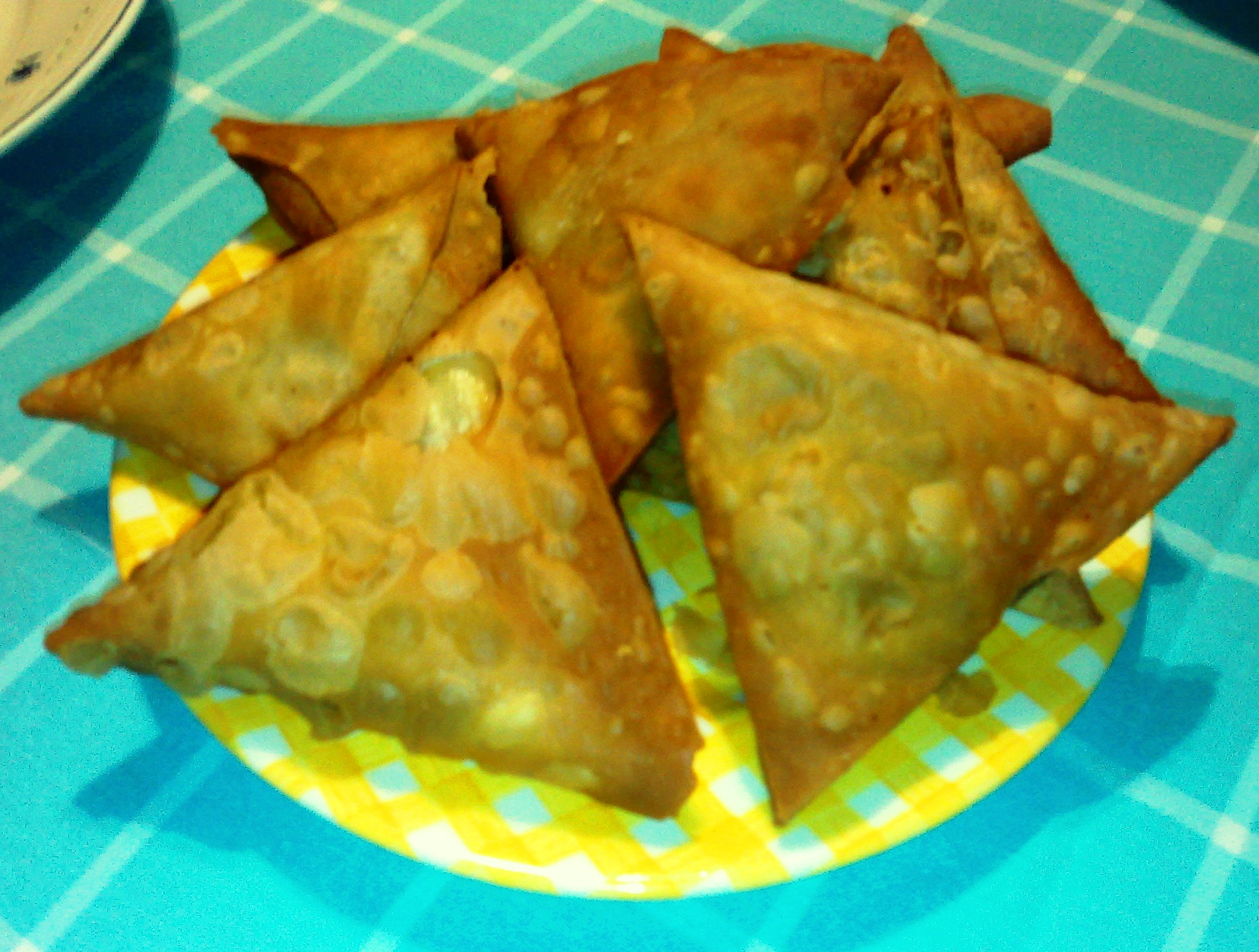
シャムサ。

ポルトガルはかつてポルトガル海上帝国と呼ばれたように海外に多くの植民地を持っており、各植民地の料理とポルトガル料理は互いに影響を及ぼしあった。ブラジル料理にはポルトガルの影響が強く表れており、フェジョアーダやコジード、カルデイラーダのようなポルトガル料理から派生したものが根付いていることからも分かる。フェジョアーダはモザンビークや東ティモール、マカオでも地元の食文化に根付いて独自の発展をとげたものが見られる。旧ポルトガル領インドのゴアには、酢（ヴィーニョ、vinho）とニンニク（アーリョ、alho）で味付けした辛口の煮込み料理ヴィンダルーがあり、インド料理店のメニューの一つとして世界的に有名になっている。また、インドのサモサがゴアからポルトガルやマカオなどに導入され、シャムサ（Chamuça）として親しまれている。
海外のポルトガル人の旺盛な活動は、ポルトガル料理の影響を世界中に広めた。ポルトガルの貿易船は1550年頃に日本へ到着し、戦国時代の日本の大名はポルトガルの菓子類を南蛮菓子と呼んで楽しんだ。ポルトガルのコンフェイトは金平糖、アルフェニンは有平糖、パン・デ・ローはカステラ、フィオス・デ・オヴォスは鶏卵素麺へと変化し、和菓子にも影響を与えた。日本料理の天ぷらもまたポルトガル料理に起源を持つといわれ、がんもどきの別名「飛竜頭」は、ポルトガルのフィリョース（filhos）という揚げ菓子が語源になっているといわれる。フィオス・デ・オヴォスに類似の菓子はまた、タイ王国ではフォーイ・トーン、カンボジアではワウィーと呼ばれており、タイの菓子の中でも鶏卵を用いるものはポルトガルの菓子の影響を受けている。ポルトガル移民はハワイ料理とニューイングランド料理にも影響を与えた。ポルトガル風の甘いパン（pão doce）、マラサダ、豆のスープ (sopa de feijão) やソーセージなどは、ハワイ州民の間で民族を問わず親しまれている。また、唐辛子を加えたソーセージの一種リングィーサは、英語で「ポーチュギーズ・ソーセージ」と呼ばれ、ポルトガル系移民の多かった米国のカリフォルニア州、ニューイングランドやハワイ、また移民を通じてハワイとの交流が盛んな沖縄などでも人気の高い食材となっている。
オーストラリアでは、主にファーストフードの店舗で売られる「ポルトガル風」チキンの類が、この20年の間に非常に一般的となった。提供される料理は様々なハンバーガーと同様に従来の鶏肉料理である。場合によっては、「ポルトガル風チキンサンドイッチ」のように、提供される料理とポルトガル料理とのつながりはあまりなく、単にマーケティング目的で名づけられたものも見られる。

## 参照
1. 1 2 3  古屋江美子 (2014年7月25日). “サッカー強豪国！ ポルトガルの有名ビール”.  All About. 2023年3月11日閲覧。
2. ↑  Bird on the wing, Sydney Morning Herald 16 April 2004